# Cal Smith
Calvin Grant Shofner, med artistnamnet Cal Smith, född 7 april 1932 i Gans, Oklahoma, död 10 oktober 2013 i Branson, Missouri, var en amerikansk countrymusiker, framförallt känd för låten "Country Bumpkin" (1974).
Smith inledde karriär som soloartist år 1968 och fick 1972 sin första listetta på countrymusiklistan Hot Country Singles med "The Lord Knows I'm Drinking".

## Diskografi (urval)
Album
- 1967 – Goin' to Cal's Place
- 1967 – All the World Is Lonely Now
- 1968 – Travelin' Man
- 1969 – Cal Smith Sings
- 1969 – Drinking Champagne
- 1972 – I've Found Someone of My Own
- 1973 – Cal Smith
- 1974 – Country Bumpkin
- 1975 – It's Time to Pay the Fiddler
- 1975 – Cal's Country
- 1975 – My Kind of Country
- 1976 – Jason's Farm
- 1977 – I Just Came Home to Count the Memories
- 1983 – Turn Me Loose
- 1986 – Stories of Life by Cal Smith
- 1986 – A Touch Away
- 1994 – Lord Knows I'm Drinking

Singlar (topp 20 på Billboard Hot Country Songs)
- 1972 – "I've Found Someone of My Own" (#4)
- 1973 – "The Lord Knows I'm Drinking" (#1)
- 1974 – "Country Bumpkin" (#1)
- 1974 – "Between Lust and Watching TV" (#11)
- 1975 – "It's Time to Pay the Fiddler" (#1)
- 1975 - "She Talked a Lot About Texas" (#13)
- 1975 – "Jason's Farm" (#12)
- 1977 – "I Just Came Home to Count the Memories" (#15)